# Caixas
Caixas (in catalano Queixàs) è un comune francese di 130 abitanti situato nel dipartimento dei Pirenei Orientali nella regione dell'Occitania.

## Geografia fisica

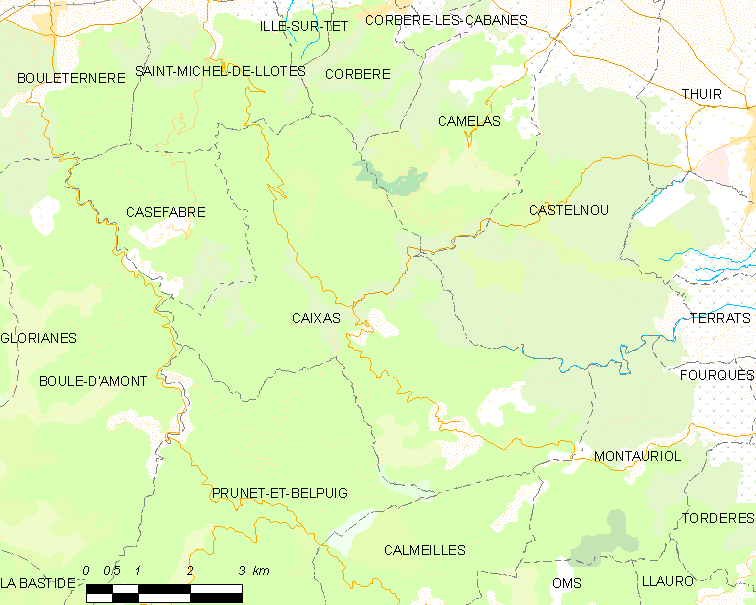
Situazione di Caixas

## Società

### Evoluzione demografica
Abitanti censiti